# アップ・ザ・ブラケット
アップ・ザ・ブラケット (Up the Bracket) は、ザ・リバティーンズの2ndシングルであり、デビューアルバム『リバティーンズ宣言』からの先行シングル。
2007年5月、NMEの「グレイテスト･インディー・アンセムズ・エヴァー50」で47位に選ばれた。

## 収録曲

### CDS 1
1. アップ・ザ・ブラケット - Up the Bracket
2. ボーイズ・イン・ザ・バンド - Boys in the Band
3. スキャグ・アンド・ボーン・マン - Skag & Bone Man

### CDS 2
1. アップ・ザ・ブラケット - Up the Bracket
2. ザ・デラニー - The Delaney
3. プラン・A - Plan A

### 7"
1. アップ・ザ・ブラケット - Up the Bracket
2. ボーイズ・イン・ザ・バンド - Boys in the Band